# Albert V de Bavière
Pour les articles homonymes, voir Albert V.
Albert V de Bavière dit Albert le Magnifique (né le 29 février 1528 à Munich et mort le 24 octobre 1579 à Munich) fut duc de Bavière de 1550 à 1579. 

## Biographie
Albert succéda aux affaires en 1550 à son père, le duc Guillaume le Constant, 4 ans après son mariage avec la fille du roi des Romains Ferdinand, Anne d'Autriche (1528-1590). Son amour des arts et des sciences naît d'abord de l'éducation donnée par son précepteur, Wolfgang von Posch de Dinkelsbühl, et est ensuite cultivé lors de ses études dans des universités italiennes où il découvre les œuvres des anciens grecs et romains avec admiration .
Il encouragea ainsi les arts et a augmenté les collections munichoises, faisant de la ville un centre baroque de la Contre-Réforme. Il a fait venir à sa cour le plus célèbre des musiciens de l'époque, Roland de Lassus, mais aussi des peintres et graveurs. Son goût du luxe lui fit contracter des dettes énormes se montant à ½ millions de florins.

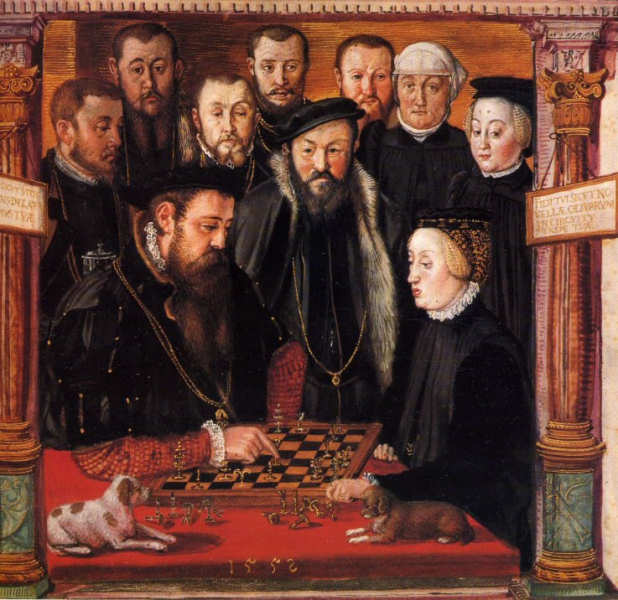
Albert V et sa femme Anne jouant aux échecs, par Hans Mielich.

Dans le domaine religieux il s’oppose à Luther, et avec la maison de Wittelsbach en général, Albert V fut un des rares princes allemands à rester résolument du côté du catholicisme. Sensible cependant aux sérieux besoins de réformes de l’Église il fait appel aux jésuites. C’est à l'université d'Ingolstadt, créée par Albert V, que pour la première fois un jésuite accepte une charge stable d'enseignant (Claude Le Jay en 1544). Des collèges sont fondés à Ingolstadt (1556), Augsbourg, Munich (1559). L’influence et l’action spirituelle de Pierre Canisius sont déterminantes. 
Albert V fut le tuteur et s’occupa de l’éducation de Philippe II, margrave de Bade-Bade, ainsi que de sa sœur Jacobée de Bade.
Il est enterré à la cathédrale Notre-Dame de Munich.

## Mariage et descendance
De son mariage avec Anne d'Autriche, Albert a sept enfants :
1. Charles, né et mort en 1547 ;
2. Guillaume (29 septembre 1548 - 17 février 1626), épouse en 1568 Renée de Lorraine (1544-1602) ;
3. Ferdinand (20 janvier 1550 - 30 janvier 1608), contracte une union morganatique en 1588 ;
4. Marie-Anne (21 mars 1551 - 29 avril 1608), épouse en 1571 Charles d'Autriche, duc de Styrie (1540-1590) ;
5. Maximilienne-Marie de Bavière (4 juillet 1552 - 11 juillet 1614) ;
6. Frédéric (23 juillet 1553 - 18 avril 1554) ;
7. Ernest de Bavière (17 décembre 1554 - 17 février 1612), Archevêque et prince-électeur de Cologne (1583-1612).